# هاکینگ
هاکینگ (به انگلیسی: Hucking) یک روستا و محله مدنی در بریتانیا است که در Maidstone واقع شده‌است.